# Gęśnica złotożółta
Gęśnica złotożółta (Calocybe onychina (Fr.) Donk) – gatunek grzybów z rodziny kępkowcowatych (Lyophyllaceae).

## Systematyka i nazewnictwo
Pozycja w klasyfikacji według Index Fungorum: Calocybe, Lyophyllaceae, Agaricales, Agaricomycetidae, Agaricomycetes, Agaricomycotina, Basidiomycota, Fungi.
Po raz pierwszy opisał go w 1838 r. Elias Fries, nadając mu nazwę Agaricus onychinus. Potem zaliczany był do różnych innych rodzajów. Obecną, uznaną przez Index Fungorum nazwę nadał mu w 1962 r. Marinus Anton Donk, przenosząc go do rodzaju Calocybe. Niektóre inne synonimy:
- Lyophyllum onychinum (Fr.) Kühner & Romagn. 1953
- Rugosomyces onychinus (Fr.) Raithelh. 1979

Nazwę polską zaproponował Władysław Wojewoda w 1999 r.

## Morfologia
Kapelusz
Średnica 2–5 cm, początkowo szeroko wypukły z podwiniętym brzegiem, potem szeroko dzwonkowaty lub prawie płaski z prostym brzegiem. Powierzchnia sucha, mniej lub bardziej naga, ciemnofioletowa do purpurowoczerwonej lub fioletowobrązowej.
Blaszki
Przyrośnięte do trzonu z wcięciem, gęste,, z blaszeczkami, jasne do żółtawych.
Trzon
Wysokość 2–5 cm, grubość do 1 cm, mniej lub bardziej równy. Powierzchnia sucha, naga, purpurowa.
Miąższ
Cienki, żółtawy, nie zmieniający barwy po przekrojeniu.
Wysyp zarodników
Biały.
Cechy mikroskopowe
Zarodniki 3–4,5 × 2–3 µm, elipsoidalne, gładkie, w KOH bezbarwne, nieamyloidalne. Podstawki 4-sterygmowe. Cystyd brak. Trama blaszek równoległa. Skórka kapelusza zbudowana ze strzępek w KOH złocistopomarańczowobrązowych o zgrubiałych komórkach końcowych o szerokości 6–13 µm. Występują sprzążki.
Gatunki podobne
Podobny jest rycerzyk czerwonozłoty (Tricholomopsis rutilans), ale rośnie na drewnie. Gęśnica fiołkowa (Calocybe ionides) jest również podobna, ale ma białe blaszki i bardziej fioletowy kapelusz i trzon, ponadto występuje pod drzewami liściastymi na niskich wysokościach.

## Występowanie i siedlisko
Występuje w Ameryce Północnej, Europie, Azji i na Nowej Zelandii. W Europie jest rozprzestrzeniony na całym obszarze, ale dość rzadki. W Polsce W. Wojewoda w 2003 r. przytoczył 2 stanowiska, w późniejszych latach podano następne.
Naziemny grzyb saprotroficzny. Występuje w górskich lasach bukowych i w lasach sosnowych. W Ameryce Północnej rośnie wyłącznie pod drzewami iglastymi.